# Karl August Dietzel
Karl August Dietzel (* 7. Januar 1829 in Hanau; † 3. August 1884 in Marburg) war ein Nationalökonom und Politiker.

## Leben
Dietzel war der Sohn des Bijouteriefabrikant Fedor Dietzel und dessen Ehefrau Amalie geborene Mössinger. Er blieb unverheiratet.
Dietzel widmete sich anfänglich dem Geschäftsleben, ab 1850 dem Studium der Staatswissenschaften. Im Juli 1853 wurde er in Heidelberg zum Dr. phil. promoviert. Im Herbst 1855 erfolgte die Habilitation in Heidelberg für Staatswissenschaften. Er war ab 1856 Privatdozent in Heidelberg, ab 1859 in Bonn. Im Jahr 1863 wurde er außerordentlicher Professor in Heidelberg und 1867 ordentlicher Professor in Marburg, wo er 1884 starb.

## Politik
Bei der Reichstagswahl Februar 1867 kandidierte Dietzel erfolglos für den Reichstag des Norddeutschen Bundes im Reichstagswahlkreis Regierungsbezirk Kassel 7 (Fulda, Schlüchtern, Gersfeld) für die Konservative Partei. Er erhielt 4927 Stimmen, gewählt wurde Franz Rang (Freie Vereinigung) mit 6131 Stimmen. Von 1868 bis 1872 war er Mitglied des Preußischen Abgeordnetenhauses. Er wurde zunächst für den Wahlkreis Eschwege-Schmalkalden (Eschwege, Schmalkalden, Ortschaft Kaulsdorf). gewählt. 1870 erhielt er ein Mandat für den Wahlkreis Kassel 4 (Kassel, Witzenhausen) (Nationalliberale Partei).

## Schriften
- Das System der Staatsanleihen (Heidelb. 1855)
- Die Besteuerung der Aktiengesellschaften in Verbindung mit der Gemeindebesteuerung (Köln 1859)
- Die Volkswirtschaft und ihr Verhältnis zu Gesellschaft und Staat (Frankf. 1864)